# Остров Уэйк (фильм)
О́стров Уэ́йк (англ. Wake Island) — американский драматический военный фильм 1942 года, снятый Джоном Фэрроу по сценарию У. Р. Бернетта и Фрэнка Батлера, с Брайаном Донлеви, Робертом Престоном, Макдональдом Кэри, Альбертом Деккером, Барбарой Бриттон и Уильямом Бендиксом в главных ролях. Фильм рассказывает историю военного гарнизона Соединенных Штатов на острове Уэйк, которая начинается с момента реорганизации в ноябре 1941 года и продолжается отражением нападения японцев на остров 8 декабря 1941 года спустя несколько часов после японского нападения на Пёрл-Харбор.
Фильм был номинирован на четыре премии «Оскар», включая категорию «Лучший фильм».

## Сюжет
Фильм начинается с показа карты. За кадром рассказывается краткая история вооруженных сил Соединенных Штатов на острове Уэйк до ноября 1941 года. Майор корпуса морской пехоты США Джеффри Кейтон (имя вымышленное) покидает военно- морскую базу Пёрл-Харбор на Гавайях, чтобы принять командование на острове Уэйк. На борту самолёта он знакомится с военным подрядчиком мистером Макклоски.
По прибытии Кейтон осматривает остров и наказывает рядовых Алоизиуса К. Рэндалла и Джо Дойла, как нарушителей спокойствия, заставляя их выкопать большую траншею вручную. Макклоски занимается строительными работами на острове по контракту, в том числе строительством бомбоубежища, добиваясь окончания работ в срок. Вспыхивают многочисленные конфликты между военными и мирным населением, в том числе из-за отработки поведения во время воздушных налётов.
На следующий день после прибытия Кейтона, в воскресенье 7 декабря 1941 года, рядовой Рэндалл готовится сесть на дирижабль «Клиппер», на котором мирных жителей возвращают в США, так как уходит со службы. Однако приходит известие о нападении японской авиации на Перл-Харбор, остров приводится в боевую готовность, Рэндалла отправляют в бомбоубежище с мирными жителями при приближении вражеских самолётов. У американцев в воздухе всего четыре истребителя, восемь на земле, их атакуют 24 японских бомбардировщика. После сокрушительной японской атаки Кейтон уведомляет Рэндалла, что тот больше не гражданский. Макклоски решает остаться на острове и рыть траншеи, также ночью Кейтон сообщает пилоту лейтенанту Брюсу Кэмерону, что его жена была убита в Пёрл-Харборе.
На следующий день приближаются вражеские корабли. Морские пехотинцы маскируются. Японцы подают сигнал американцам сдаться, но Кейтон не отвечает, ожидая подхода вражеских кораблей на 4700 ярдов, чтобы открыть ответный огонь, отразив попытку высадки и потопив несколько кораблей.
Кэмерон, по результатам разведывательного полета во время которого он замечает японский тяжелый крейсер, заявляет, что может уничтожить этот корабль, если его истребитель будет нести только 15 галлонов топлива и двойную загрузку бомб. Кейтон одобряет миссию. После успешной бомбардировки корабля смертельно раненному Кэмерону удается благополучно посадить свой самолёт.
Японские самолёты неоднократно бомбят остров.
Кейтон приказывает отказывающемуся капитану Льюису отбыть на патрульном самолёте ВМС США с рапортом о разведданных для военно-морского ведомства США в Гонолулу.
Боеприпасы самого большого калибра заканчиваются, поэтому Кейтон расставляет вокруг себя пушки поменьше. Японские самолёты приближаются к острову в большом количестве. У американцев остаётся только один пилот, капитан Патрик, но и его самолёт поврежден, и он погибает при прыжке с парашютом.
Японцы снова предлагают капитуляцию. Кейтон отвечает: «Приходи и возьми нас». Макклоски тоже просит оружие. Они пробираются к заброшенной пулеметной позиции. Японцы высаживаются и захватывают американские позиции. Все главные герои погибают в бою. Фильм заканчивается голосом за кадром, заявляющим: «Это ещё не конец».

## Актёры
- Брайан Донлеви в роли майора Джеффри Кейтона
- Макдональд Кэри, как лейтенант Брюс Кэмерон
- Роберт Престон в роли рядового Джо Дойла
- Уильям Бендикс в роли рядового Алоизиуса К. Рэндалла
- Альберт Деккер в роли Шэда Макклоски
- Уолтер Абель, как командир Робертс
- Михаил Разумный в роли Ивана Пробенцкого
- Род Кэмерон в роли капитана Пита Льюиса
- Билл Гудвин, как сержант Хигби
- Дамиан О’Флинн в роли капитана Билла Патрика
- Фрэнк Альбертсон в роли Джонни Радда
- Филип Ван Зандт, как капрал Гас Геббельс (в титрах не указан)

- Среди актёров без указания в титрах — филиппинский голливудский актёр Руди Роблес в роли Триунфо, Джеймс Браун в роли раненого морского пехотинца, Барбара Бриттон в роли Салли Кэмерон, Лестер Дорр в роли морпеха в траншее и Патти Маккарти в роли девушки в гостинице. Чака Коннорса иногда ошибочно называют солдатом в очереди за едой, но его, как штатного игрока бейсбольной команды Norfolk Tars, принимающей в это время участие в Пьемонтской лиге[3], не было в Калифорнии во время съемок.

Фильм представляет собой вымышленный рассказ, в котором прообразами были:
- для Кейтона, персонажа Брайана Донлеви — майор Джеймс Деверо, командир отряда 1- го батальона обороны на Уэйке,
- для Кэмерона, персонажа Макдональда Кэри — майор Генри Элрод и капитан Фрэнк Каннингем,
- для Робертса, персонажа Уолтера Абеля — коммандер Уинфилд Каннингем.

## Производство
Фильм был основан на официальных документах морской пехоты, а копия сценария У. Р. Бернетта и Фрэнка Батлера была отправлена морским пехотинцам для утверждения перед съемками.
Режиссёр Джон Фэрроу, посещавший остров Уэйк ранее во время своих многочисленных плаваний по Тихому океану, работавший в Голливуде, как консультант по морским сценам, был подписан на создание фильма Бадди ДеСильва из Paramount Pictures Inc., которому понравился фильм Фэрроу 1939 года Five Came Back.
Съемки начались 23 марта 1942 года. Большую часть японцев сыграли филиппинцы.
Морские пехотинцы из Кэмп-Эллиотта, находящегося недалеко от Сан-Диего, управляло пулеметами в сценах наземных сражений, а также использовались в качестве статистов.
Большинство морских сцен снималось в Солтон-Си в калифорнийской пустыне, воздушные бои снимались у Большого Соленого озера в штате Юта, также был использован прибрежный полигон недалеко от Сан-Диего.
Актёр Макдональд Кэри был настолько вдохновлен работой над фильмом, что пошел служить в Корпус морской пехоты США после окончания съемок.

## Приём
Фильм получил положительные отзывы критиков, в том числе Краузера Босли.

## Награды
На 15-й церемонии вручения премии «Оскар» 4 марта 1943 года фильм «Остров Уэйк» был номинирован на «Лучший фильм», «Лучший режиссёр» (Джон Фэрроу), «Лучший актёр второго плана» (Уильям Бендикс) и «Оригинальный сценарий» (В. Р. Бернетт и Фрэнк Батлер). Джон Фэрроу получил премию кинокритиков Нью-Йорка за лучшую режиссуру.